# Квас
Квас (бел. , укр. и макед. квас, сербохорв.  диал. аловина, словац. kysel', kyselica, parovec, пол. kwas chlebowy, лит. gira, латыш. kvass, эст. kali) — традиционный славянский и балтский кислый напиток, который готовят на основе брожения из ржаной муки и солода (ржаного, ячменного) или из сухого ржаного хлеба, иногда — с добавлением пахучих трав, мёда, пчелиных сот; также готовится из свёклы, фруктов, ягод. Квас используется не только как напиток, но и является основой для классических холодных похлёбок русской кухни (окрошка, ботвинья и др.).
До XII века квас на Руси был крепче и гуще современного пива. Квас считался алкогольным напитком, и аналогом слова «пьяница» на языке того времени было слово «квасник» (сленговое понятие «квасить» в значении «пьянствовать» дошло и до нашего времени). С XII века стали различать квас как кислый слабоалкогольный напиток и квас как сильно опьяняющий напиток. Опьяняющий квас стали называть «творёным», то есть сваренным, а не произвольно закисшим, как обычный квас.
Верхнелужицкое слово kwas, «праздник, свадебный пир» и старословацкое kvas, «пир, угощение, гуляние» свидетельствуют о том, что раньше квас был основным хмельным напитком на праздниках и свадьбах.

## Классификация
По российскому ГОСТу для промышленного изготовления — это напиток с объёмной долей этилового спирта не более 1,2 %, изготовленный в результате незавершённого спиртового и молочнокислого брожения сусла. 

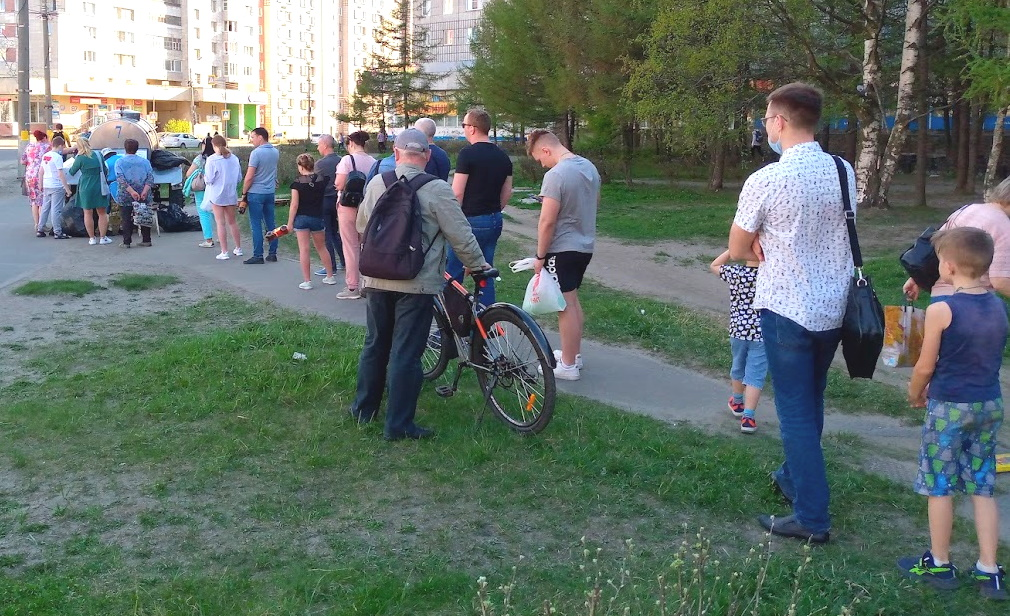
Очередь за «живым» квасом

Согласно классификации организации Beer Judge Certification Program, занимающейся подготовкой и сертификацией судей для проведения пивных дегустационных соревнований, квас является пивом, и относится к категории «Пиво историческое, традиционное, местное» (historical, traditional or indigenous beers). В России, славянских и балтийских странах квас отделяется от пива и считается самостоятельным напитком; типичные отличительные критерии — сравнительно низкое содержание алкоголя, двойное брожение (спиртовое и молочнокислое), сравнительно высокое количество сахаров (неполное сбраживание).
Квас изготавливается из зерновой продукции: в промышленных условиях — из солода, муки, в домашних — также из солода и муки, и из хлеба, сухарей. 

## Свойства и влияние на организм человека

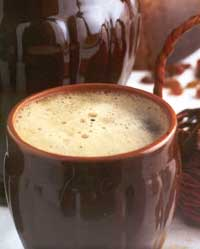

Обладает приятным освежающим вкусом, улучшает обмен веществ, благотворно влияет на сердечно-сосудистую систему.
Квас обладает отличными вкусовыми качествами; он утоляет жажду благодаря содержащимся в нём кислотам — молочной и отчасти уксусной; обладает высокой энергетической ценностью, способствует пищеварению благодаря содержащейся в нём углекислоте, которая облегчает переваривание пищи, её всасывание, и повышает аппетит. Также он содержит витамины, свободные аминокислоты, сахара и микроэлементы. В квасе содержится много витаминов B1 и E, что объясняет его полезные свойства. В квасе также содержатся ценные ферменты (от лат. fermentum — «закваска»).
Содержание алкоголя: от 0,7 % об. до 2,6 % об. Квас не рекомендуют употреблять при циррозе печени, гастрите, гипертонии, беременности и в период лактации.
Бездрожжевой квас, в свою очередь, полезен как взрослым, так и детям. Такой квас изготавливается из ржаной муки и ферментированного ржаного солода на специально подготовленной натуральной закваске, которая выращивается из цельнозерновой муки несколько дней.
Квас, как продукт молочнокислого брожения, по действию на организм во многом подобен таким продуктам, как кефир, простокваша, ацидофилин, кумыс. Он регулирует деятельность желудочно-кишечного тракта и сердечно-сосудистой системы, улучшает обмен веществ, препятствует развитию болезнетворных микроорганизмов, поднимает тонус. Квас может использоваться даже как основной пищевой продукт: в голодные годы он спасал людей от истощения.

## Химический состав

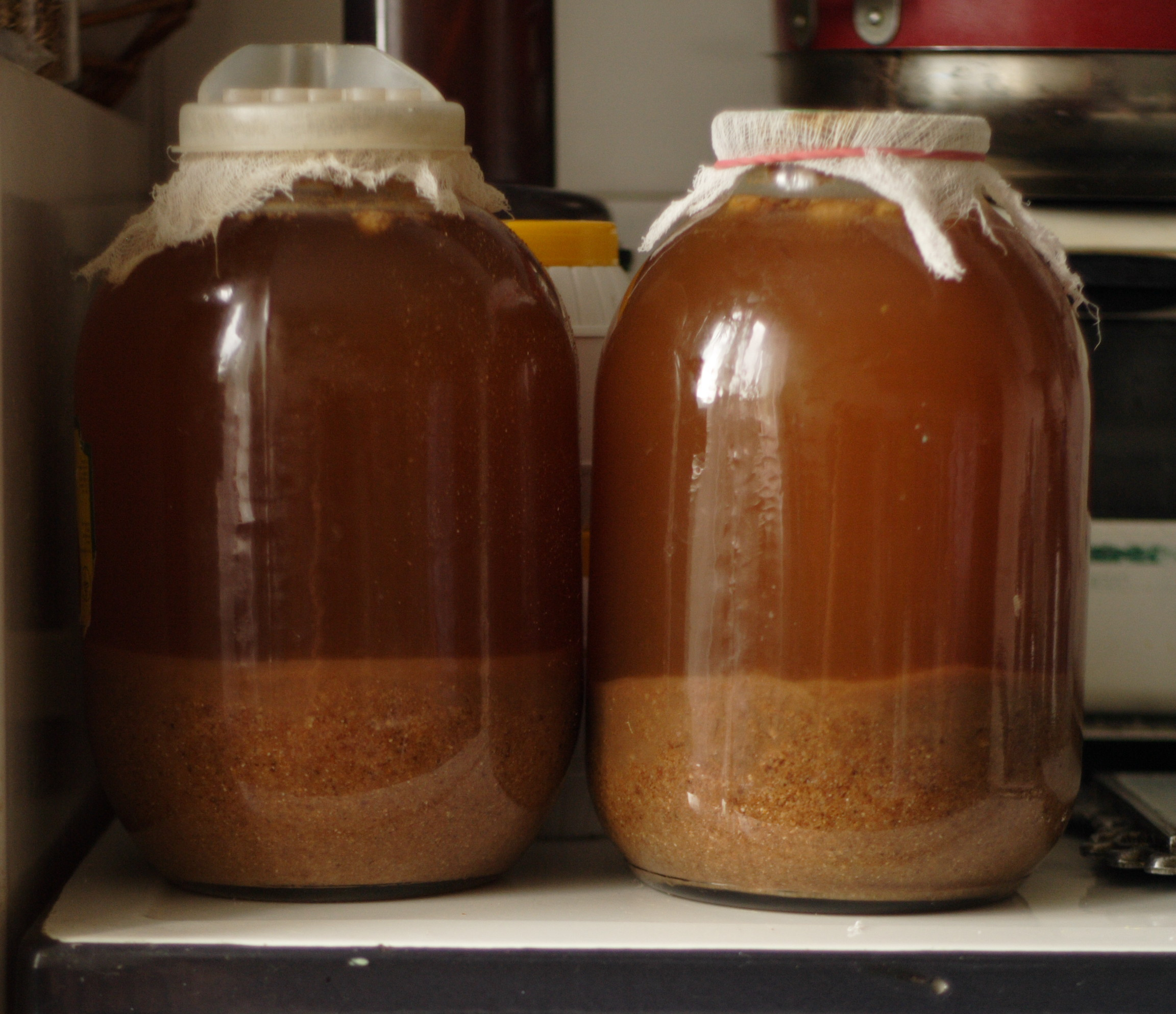
Хлебный квас домашнего приготовления

Химическое исследование кваса, кроме испытания его на вкус, цвет, запах, заключается в определении: удельного веса, свободной углекислоты, общего количества кислот и летучих кислот, алкоголя, экстракта, золы, белковых тел и сахара. Удельный вес определяется пикнометром при +15,5 °C. Свободная углекислота определяется по способу Швакгефера, видоизменённому Лаугером и Шульце, состоящему в том, что определённое количество кваса нагревают в колбе, снабжённой отводной трубкой, и выделившуюся углекислоту собирают едкой щёлочью в калиаппарате. Для определения общей кислотности — 10 см³ кваса разбавляют водой до получения едва заметного окрашивания и титруют децинормальным раствором едкого натра. Общую кислотность считают на молочную кислоту, для чего полученное количество кубических сантиметров едкого натра умножают на 0,009. Количество летучих кислот определяется по способу Ландманна, перегонкой 100 см³ кваса в струе водяного пара и титрованием полученного дистиллята децинормальным едким натром. Летучие кислоты считают на уксусную кислоту, для чего полученное количество кубических сантиметров едкого натра умножают на 0,006. Алкоголь определяется удельно-весовым способом Ухнера. Экстракт определяется выпариванием 100 см³ кваса в плоской платиновой чашке до состояния сиропа и последующим высушиванием при +100 °C до постоянного веса. Зола определяется осторожным сжиганием экстракта. Золу испытывают на присутствие тяжёлых металлов. Белки определяют окислением по методу Кьельдаля. Сахар (глюкозу) определяют титрованием (по Федингу — Сокслету) кваса, предварительно обесцвеченного животным углём или свинцовым сахаром и освобождённого от алкоголя. Приводим таблицу химического состава разных сортов хлебного кваса, по исследованиям Георгиевского, Коцына и профессора Соколова.
| Название кваса                      | Название кваса                                         | Плотность, кг/л | Свободная углекислота, г/100 мл | Молочная кислота, г/100 мл | Уксусная кислота, г/100 мл | Алкоголь, об. % | Экстракт, г/100 мл | Белки, г/100 мл           | Зола, г/100 мл | Сахар, г/100 мл |
| ----------------------------------- | ------------------------------------------------------ | --------------- | ------------------------------- | -------------------------- | -------------------------- | --------------- | ------------------ | ------------------------- | -------------- | --------------- |
| Георгиевский Плотность при +17,5 °C | Солдатский квас на 2 день по приготовлении             | 1,007           | 0,50                            | 0,20                       | 0,08                       | 0,70            |                    | в среднем из 4 проб 0,035 | 0,04—0,38%     | —               |
| Георгиевский Плотность при +17,5 °C | То же, на 7 день по приготовлении (среднее 7 проб)     | 1,008           | 0,058                           | 0,37                       | 0,04                       | 1,4             | 3,0                | в среднем из 4 проб 0,035 | 0,04—0,38%     | —               |
| Георгиевский Плотность при +17,5 °C | Баварский квас через 10 дней по приготовлении          | 1,010           | 0,92                            | 0,26                       | 0,025                      | 1,5             | 3,7                | —                         | 0,04—0,38%     | —               |
| Георгиевский Плотность при +17,5 °C | Простонародный квас через 7 дней по приготовлении      | 1,002           | 0,035                           | 0,20                       | 0,007                      | 1               | 1,0                | —                         | 0,04—0,38%     | —               |
| Георгиевский Плотность при +17,5 °C | Квас господина Володина, через 7 дней по приготовлении | 1,016           | 0,150                           | 0,18                       | 0,007                      | 2,6             | 5,0                | 0,693                     | 0,04—0,38%     | —               |
| Георгиевский Плотность при +17,5 °C | Квас из гастрономического магазина                     | 1,014           | 0,145                           | 0,48                       | 0,038                      | 2,2             | 5,2                | 0,600                     | 0,04—0,38%     | —               |
| Георгиевский Плотность при +17,5 °C | Домашний квас, 2 дня                                   | 1,006           | 0,135                           | 0,18                       | 0,008                      | следы           | 2,0                | 0,378                     | 0,04—0,38%     | —               |
| Георгиевский Плотность при +17,5 °C | То же, 30-дневный                                      | 1,008           | 0,060                           | 0,28                       | 0,011                      | 1,0             | 2,65               | 0,378                     | 0,04—0,38%     | —               |
| Георгиевский Плотность при +17,5 °C | То же, 60-дневный                                      | 1,007           | —                               | 0,28                       | 0,016                      | 1,5             | 2,5                | 0,378                     | 0,04—0,38%     | —               |
| Коцын Плотность при +15,5 °C        | Хлебный квас Говоровского завода (6 проб)              | 1,0135          | 0,334                           | 0,277                      | 0,027                      | 0,807           | 3,773              | 0,213                     | 0,108          | 1,824           |
| Коцын Плотность при +15,5 °C        | Хлебный квас из мелочных лавок (4 пробы)               | 1,008           | 0,186                           | 0,304                      | 0,040                      | 0,65            | 2,329              | 0,159                     | 0,100          | 0,488           |
| Коцын Плотность при +15,5 °C        | Простонародный (3 пробы)                               | 1,002           | 0,018                           | 0,441                      | 0,032                      | 0,23            | 0,508              | 0,076                     | 0,044          | следы           |
| Соколов Плотность при +20 °C        | Боярский квас (2 пробы)                                | 1,005           | 0,357                           | 0,287                      | 0,077                      | 0,83            | 6,330              | —                         | 0,063          | 6,12            |

## Приготовление

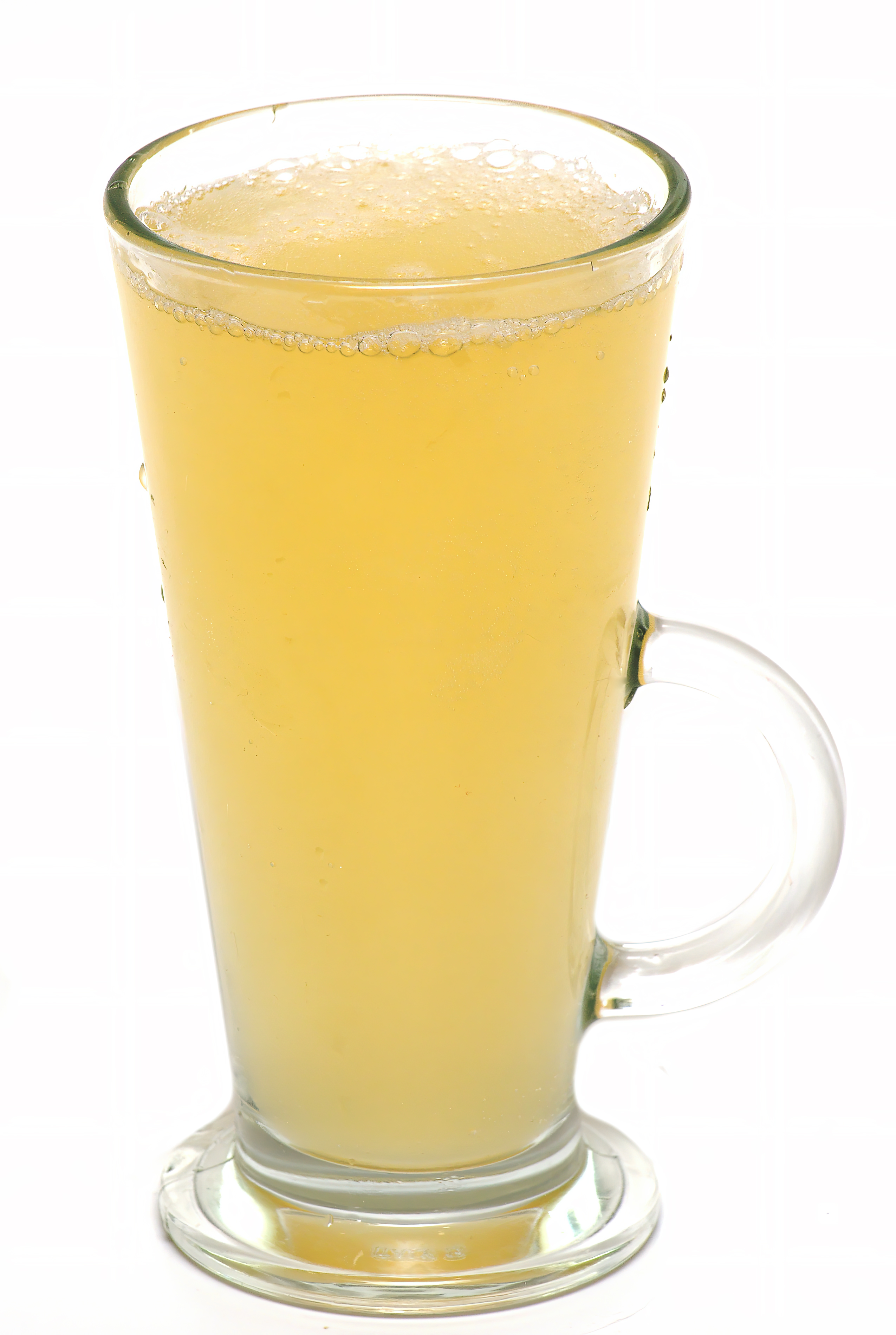
Пшеничный квас

Квас легко готовится как в промышленных, так и в домашних условиях. Для приготовления дрожжевого кваса в домашних условиях обычно используются дрожжи, сухари (а лучше — квасное сусло) и сахар. Для придания напитку особенных оттенков вкуса в квас также часто добавляют ягоды, мяту, хмель, яблоки, груши, изюм, хрен, корицу, ягоды рябины и другие продукты. Отдельную группу незлаковых квасов (сырьём для которых служат свёкла, облепиха и другое) используют преимущественно в кулинарии и народной медицине.
Квас готовится из различных сортов муки и хлеба, воды и солода и представляет собой продукт молочнокислого и отчасти спиртового брожения сахаристых веществ, образующихся из крахмала, содержащегося в исходных материалах. Муку используют ржаную, ячменную, пшеничную, гречневую и овсяную; хлеб берут и ржаной, и пшеничный; солод идёт большей частью ржаной и ячменный. Иногда квас делают и без прибавления солода. Наиболее распространённым является хлебный квас.
Для приготовления безалкогольного кваса используется практически любой растительный продукт, заливаемый водой и оставленный на сутки (например, для редечного кваса — тёртая редька).

### В дореволюционной России

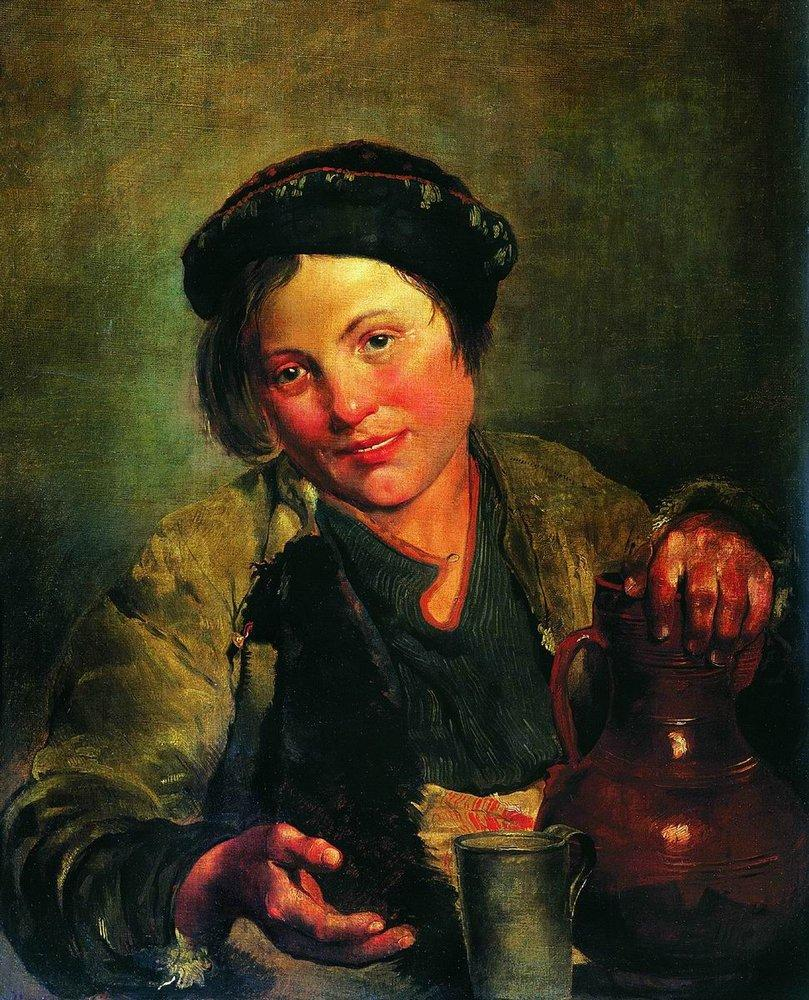
В. Е. Маковский. Квасник. 1861

В дореволюционной России традиционный способ приготовления кваса заключался в следующем: смесь солода, ржаной, пшеничной или какой-либо другой муки, взятые в определённых, разнообразных для разных сортов кваса пропорциях, засыпали в деревянную кадку и заваривали кипящей водой; при заварке брали обыкновенно около 1/10 части общего количества имеющей быть употреблённой для кваса воды. Образующуюся густую тестообразную массу (затор) перемешивали веслом (лопаткой-мешалкой) до тех пор, пока в ней не появлялся сладкий вкус; после этого затор перекладывали в чугуны и ставили последние в предварительно истопленную русскую печь на сутки. По истечении этого времени чугуны вынимали из печи и затор перемещали в большие чаны, затем разводили водой, оставляли стоять 2—3 часа и отстоявшуюся жидкость по прибавлении к ней дрожжей (не более 1 % всех исходных материалов) разливали в приготовленные бочки. Вместо дрожжей иногда употребляют забродивший ржаной хлеб. Бочки с квасом помещали в помещение, имеющее низкую температуру.
Существовало громадное число рецептов для приготовления кваса. Различие их между собою заключалось как в количествах и сортах исходных материалов, так и в деталях самой техники приготовления; например, воду для разведения затора брали и холодную, и горячую; время пребывания затора в печи и сусла в чанах в различных способах было различно. Некоторые сорта хлебного кваса перед разливанием в бочки сдабривали сахаром, хмелем, мятой, изюмом, патокой, мёдом, вораином (остатки мёда, получающиеся как побочный продукт при выделке свечного воска из пчелиных сот) и прочим.
В качестве примера можно привести способ приготовления хлебного кваса, практиковавшийся в клиническом военном госпитале в Санкт-Петербурге:

4 пуда 10 фунтов ржаного солода, 1 1/2 пуда ржаной муки и 4 пуда ячменного солода всыпают в чан, заливают кипячёной водой и, тщательно перемешав, разливают тесто в чугуны, которые затем ставят в печь на девять часов. Затем содержимое чугунов выливают в особый чан, доливают кипятком до 80 вёдер и оставляют стоять в течение 8 часов, после чего сусло переливают в другой чан, совершенно чистый, и уже из него разливают по бочкам. Затем 5 фунтов мяты завариваются в продолжение семи часов в чугуне, переливают в другой больший, где разведено предварительно 3/4 фунта дрожжей и 2 фунта пшеничной муки, всё это смешивают и поровну разливают в каждую бочку. По прошествии 2—3 дней квас готов для употребления.

Одним из первых опубликованных рецептов кваса в Российской империи является записанный в «Старинной русской хозяйке, ключнице и стряпухе» (1790 г.) Осипова Н. П.:
КВАСЪ красной.

Возми одну мѣру ржанаго мѣлкакаго солоду, и такую жЪ мѣру ячнаго; перемѣшай вмѣстѣ вЪ чану весломЪ), и облей варомЪ), чтобы солодЪ смокЪ; дай стоять часЪ; потомЪ; положа не много соли мѣшай часЪ весломЪ, для того чтобы сусло не промзгло; разведи горячею водою такЪ, чтобы весло могло ходить вЪ чану свободно, Все оное переложи вЪ спусникЪ, наливай горячею водою, дай стоять часЪ. ПотомЪ спусти сусло вЪ чанЪ; и какЪ просптынетЪ и будетЪ теплотою подобно парному молоку, то положи вЪ сусло три ложки хорошихЪ свѣжихЪ дрожжей, и свѣжей мяты; закрой чанЪ крѣпко; и какЪ покажется бѣлая пѣна, тогда мешай чаще; не давай много перекисать; сливай вЪ бочки, и положа ещё довольно мяты поставь вЪ ледЪ.
Продажный бутылочный квас готовился в Москве следующим образом: брался в равных частях ржаной, ячменный и пшеничный солод и таковая же мука, всё это размешивалось в корчагах, заваривалось кипящей водой до получения теста и ставилось в печь на сутки. Затем через сутки тесто помещали в окоренки, наливали воды, размешивали и давали отстояться в течение 4 часов, после чего отстоявшуюся жидкость сливали в кадушку, клали дрожжей и оставляли бродить до появления пены, после чего добавляли сахар, мяту и разливали в бутылки.
В дальнейшем изготовление кваса в домашних условиях стало гораздо проще благодаря появившимся в продаже квасным концентратам[когда?].

### Внутренние процессы при приготовлении
При разнообразии способов приготовления хлебного кваса сущность происходящих при этом химических изменений в общем заключается в следующем. Как уже упомянуто, смесь муки и солода с водой, так называемый затор, выдерживается продолжительное время при умеренно высокой температуре в печи, вследствие чего содержащийся в муке или хлебе крахмал под влиянием неорганизованного фермента диастаза, который находится в солоде, превращается в это время в сахар и декстрин. При последующем разбавлении теста водой в чанах и после прибавления дрожжей образовавшийся сахар и другие растворимые части муки и солода подвергаются брожению под влиянием главным образом, двух видов организованных ферментов: спиртово-бродильного грибка и бациллы молочнокислого брожения, результатом чего является образование алкоголя и молочной кислоты. Так как затор не кипятят, сусло долгое время выдерживается при невысокой температуре и охлаждение происходит медленно, то этим даются все условия для закисания сусла, то есть для развития молочнокислого брожения; несмотря на прибавление дрожжей, алкогольное брожение в сусле происходит лишь в слабой степени, так как спиртово-бродильный грибок не выдерживает вышеописанных условий приготовления сусла, при которых молочнокислое брожение является преобладающим и идёт настолько энергично, что препятствует сильному развитию алкогольного брожения.
Кроме названных веществ, молочной кислоты и алкоголя, при брожении возникают и другие побочные продукты, как то: углекислота, кислоты уксусная, муравьиная и другие, затем маннит, декстрин, эфиры кислот с алкоголем и прочие вещества, сообщающие квасу его своеобразный вкус. После разлива кваса в бочки и бутылки брожение в нём не останавливается. Образование молочной кислоты энергичнее всего происходит в течение первых 4—5 дней, а затем возникает уксуснокислое брожение; впоследствии чем более возрастает процентное содержание в квасе молочной кислоты, тем медленнее происходит молочнокислое брожение и на первый план выступает брожение уксуснокислое. Чем выше температура помещения бочек с квасом, тем быстрее развивается уксусная кислота.
При приготовлении кваса должны соблюдаться гигиенические нормы: бочки и чаны должны быть тщательно пропариваемы, воду для разбавления сусла следует брать кипячёную — иначе наряду с образованием молочной кислоты возникает маслянокислое брожение, а такой квас при употреблении производит и усиливает развитие масляной кислоты в кишечнике и может служить причиной серьёзных расстройств органов пищеварения. Хранение кваса должно быть обставлено возможно лучшими условиями — чистое, хорошо вентилируемое помещение, чистые бочки. Рационально приготовленный и тщательно сохраняемый квас может оставаться неизменённым в течение 2—3 месяцев. При небрежном хранении в квасе скоро наступают процессы разложения; уксуснокислое брожение выступает на первый план, и квас приобретает неприятный кислый вкус. Иногда квас приобретает свойства тянуться в нити, что зависит от образования особого камедистого вещества; часто квас покрывается грибками плесени.

### Производство и рынок кваса
В 2006 году рынок кваса рос в пять раз быстрее, чем рынок газированных напитков.
Во второй половине 2000-х годов остаются популярными квасные бочки. Так, в жаркое время в миллионном городе через мобильные точки розничной продажи реализуется порядка 50 тонн кваса в сутки.
По итогам 2010 года предполагается, что продажи бутилированного ферментированного кваса вырастут на 49 %, до 63 млн дал (при том, что в 2009 году они увеличились всего на 5 % до 42,3 млн дал). Жаркое лето, восстановление потребительского спроса и ненасыщенность региональных рынков кваса стали основными факторами, стимулировавшими бурный рост потребления в 2010 году. Погода в этом, безусловно, сыграла основную роль, поскольку производители и эксперты не ожидали такого всплеска продаж, прогнозируя в начале 2010 года рост потребления до 10 %.
Доля рынка этого вида прохладительных напитков в России за пять лет увеличилась с 4 % до 14 %, сообщили производители. За последние 10 лет рынок кваса вырос в 10 раз. Крупнейшими производителями бутилированного кваса, по состоянию на 2011 год, остаются компании «Очаково» и «Дека», которые занимают 35 и 32 % рынка соответственно.

## История

### На Руси
Славянам квас известен более тысячи лет. Известно, что восточные славяне владели рецептами изготовления задолго до образования Киевской Руси. Первое же упоминание о квасе в русских письменных источниках датируется 996 годом: после крещения князь Владимир I Святославич приказал раздать народу «пищу, мёд и квас». Умели готовить квас также в Польше и Литве. Нестор сообщает, что святой апостол Михаил Метельников видел, как славяне обливаются квасом в своих банях.
Костомаров пишет: «Кроме простого, так называемого житного, приготовляемого из ячменного или ржаного солода, были квасы медвяные и ягодные».
На Руси квас был повсеместным и каждодневным напитком: его готовили и крестьяне, и помещики, и военные, и монахи, а его наличие в доме считалось признаком благополучия. Русские крестьяне, отправляясь на работу в поле или другую тяжёлую работу, брали с собой квас, так как считали, что он восстанавливает силы и снимает усталость. Это подтверждают не только народные пословицы и высказывания, но и современные исследования.
- Квас, как хлеб, никогда не надоест.
- Русский квас

Много народу спас!
- И худой квас лучше хорошей воды.
- Щи с мясом,

А нет — так хлеб с квасом.
- Кабы хлеб да квас, —

Так и всё у нас.
К XV веку на Руси существовало более 500 сортов кваса.
В 1913 году В. С. Сотников доказал, что в квасе гибнут тифозные и паратифозные микроорганизмы. Квас даже считали чудодейственным напитком, помогающим при всех болезнях. В посты, особенно в летнее время, главную пищу простого народа составлял квас с зелёным луком и чёрным хлебом.
Квас почитался почти священным напитком и обязательно присутствовал в многочисленных обрядах. Например, перед свадьбой в обряде мытья невесты в бане девушки лили на каменку квас с хмелем, остатки которого потом допивали. После венчания родители жениха встречали молодых хлебом и квасом (соль появилась значительно позже).
Квас был также как оберег. При пожаре, вызванном молнией, считалось, что потушить его можно только молоком или квасом. И чтобы огонь такого пожара не шёл дальше, в пламя обязательно бросали обруч с квасной шайки.
Словарь Брокгауза и Ефрона приводил следующие виды кваса:
- русский квас, приготовляемый из ржаной муки и такого же солода,
- броварской квас — из красного ячменного солода, пшеничной муки и патоки,
- кислые щи — из ржаного и ячменного солода и пшеничной муки,
- белый сахарный квас — из ржаных сухарей, пшеничного солода и сахара.

Фруктовые и ягодные квасы или представляют хлебный квас, сдобренный соком плодов или ягод, или приготавливаются непосредственно из сока ягод с помощью дрожжей.

### В России

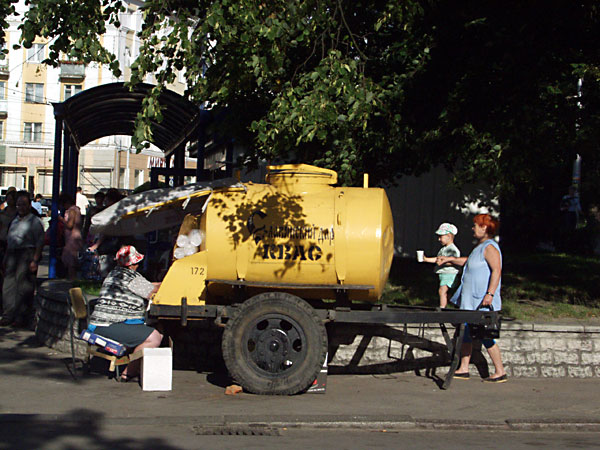
Уличная торговля из квасной бочки

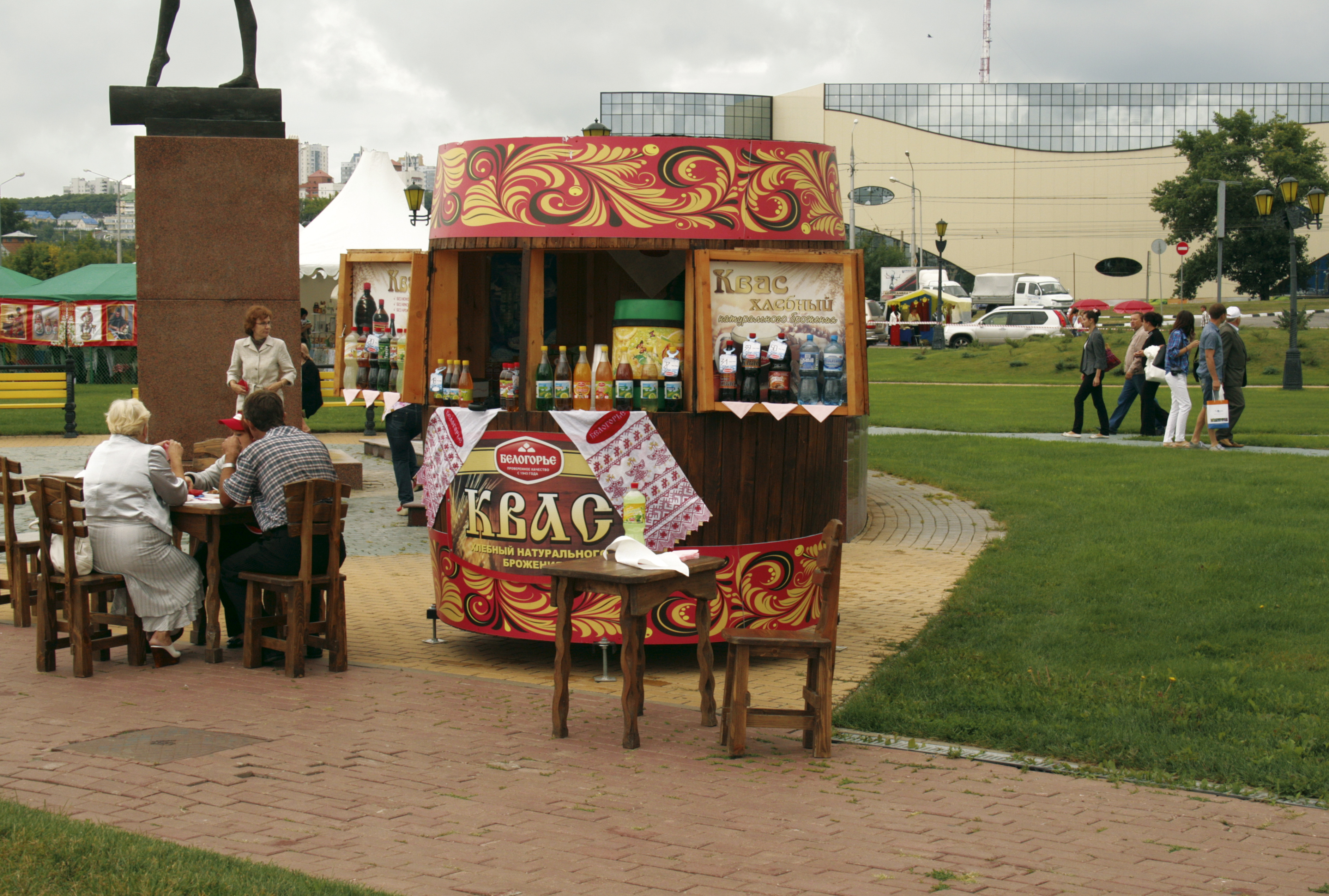
Ларёк «Бочка кваса». г. Белгород

Неизменной сохранялась широкая распространённость кваса среди всех сословий. Вот что пишет о русском квасе Джакомо Казанова: «У них [русских] есть восхитительный напиток, название которого я позабыл. Но он намного превосходит константинопольский шербет. Слугам, несмотря на всю их многочисленность, отнюдь не дают пить воду, но этот лёгкий, приятный на вкус и питательный напиток, который к тому же весьма дёшев, так как за один рубль его дают большую бочку».
Квас был в почёте у царственных особ. Например, разжалованный в шуты князь М. А. Голицын в числе прочих обязанностей должен был подавать квас императрице Анне Иоанновне. Отсюда и пошло его прозвище — Квасник. Также этот напиток ежедневно пил Пётр I.
Русская госпитальная гигиена, приспособляясь к народному вкусу, сделала квас обязательным продуктом продовольствия больных в лазаретах и госпиталях. Уже тогда было известно его благотворное влияние на организм — повышение тонуса, улучшение пищеварения. Квас входил также в обязательное довольствие армии, флота и даже заключённых.
Весьма распространена была в России профессия «квасника». Квасники обычно специализировались на определённых сортах кваса и часто именовались ячнёвыми, грушёвыми, яблочными и т. д. «Квасники» придумали массу разновидностей кваса: сладкий, кислый, мятный, с изюмом, с хреном, густой, квас-щи, суточный, душистый, белый, окрошечный, ароматный, с пшеном, с перцем (например, в конце XIX века москвичи очень полюбили квас из варёных груш). Продажу «квасники» осуществляли каждый в своём определённом районе, выход за пределы которого был чреват неприятностями. В Москве больше всего торговцев квасом было летом в Охотном ряду.
Искусство изготовления кваса стало утрачиваться в середине XIX века, когда началась индустриализация России. Возникла необходимость в сохранении наследия — Российское общество охранения народного здоровья даже взялось за покровительство в изготовлении напитка, а при госпиталях открывались производства обязательного диетического продукта — госпитального кваса. Д. И. Менделеев вёл агитацию за возрождение народного опыта приготовления кваса: «…русский квас с его кислотностью и его здоровым сытным вкусом нужен теперь, когда искусство домашней заготовки кваса начало исчезать».
До середины XX века было много сортов бездрожжевых квасов (и соответственно абсолютно безалкогольных), безопасных для употребления как взрослыми, так и детьми.
В СССР квас наливали в специальные, легко узнаваемые небольшие цистерны жёлтого цвета (автоцистерны пищевые теплоизолированные АЦПТ-0,9) и продавали на розлив на улицах. Этот способ продажи кваса распространён и в современной России, а также в странах СНГ.
В первой половине 1990-х годов в России квас уступил место зарубежным газированным напиткам. Кроме того, способ его продажи через бочки, разливавшиеся подчас в антисанитарных условиях, привёл к негативному восприятию. Первый постсоветский бутилированный квас «Победитель» был разлит ко Дню Победы в 1995 году на Лакинском заводе (Владимирская область), раздавался ветеранам на Поклонной горе. Возрождался квас на деньги РАО «МЭС». Квас «Победитель» был первым в мире квасом брожения, который мог храниться больше 30 суток. О задаче возрождения кваса говорилось в распоряжении премьера правительства Москвы от 04.03.1996 № 199-РП «О координации деятельности промышленно-финансовых структур и предприятий торговли в целях снабжения г. Москвы квасом».

### В Прибалтике

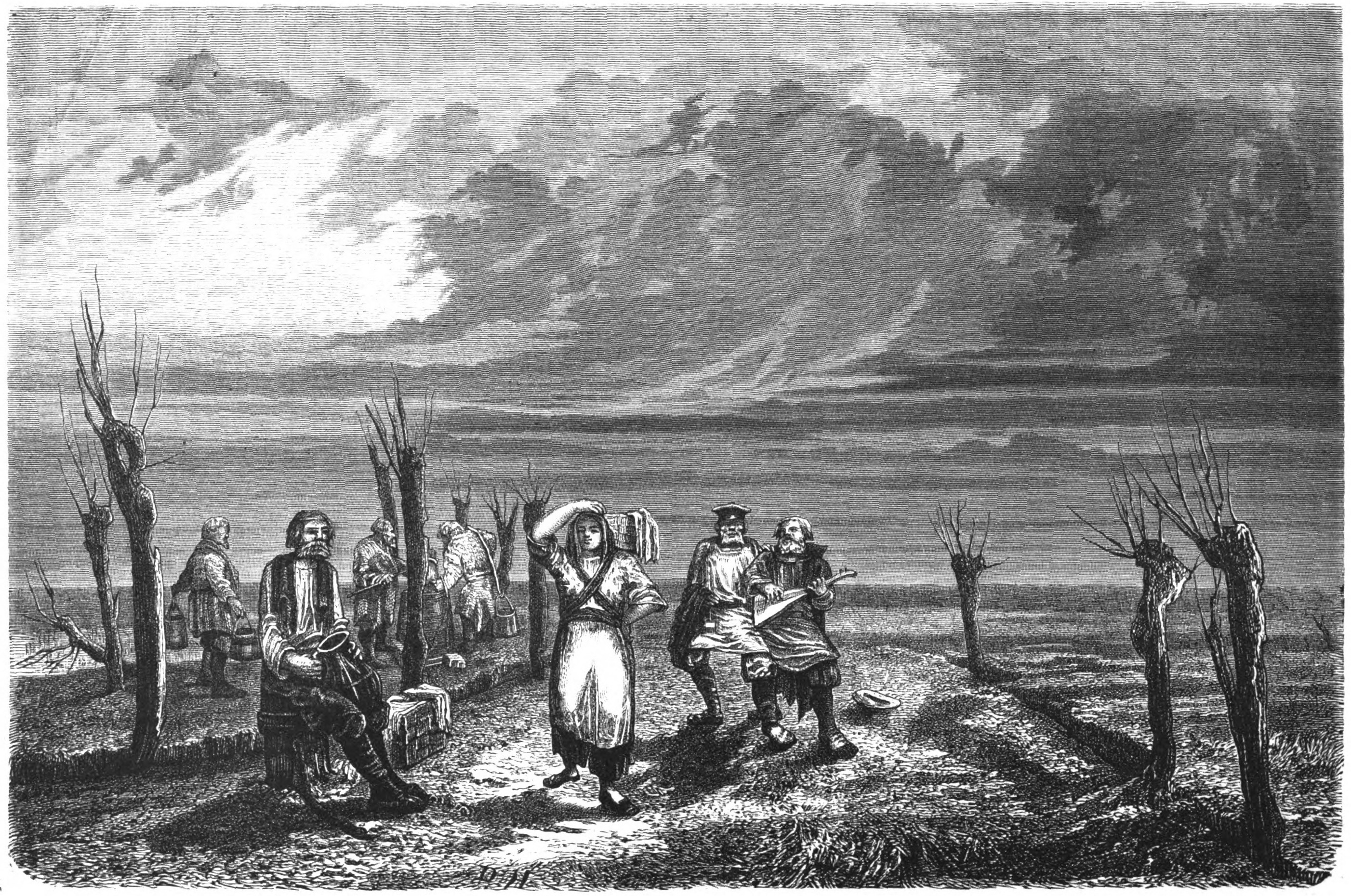
Торговцы квасом в Лифляндской губернии XIX века

В Литве и Латвии так же, как и в России, квас считается традиционным напитком.
В Латвии популярны такие сорта кваса, как «Ильгюциема» (латыш. Iļģuciema kvass) и «Улманьлайку» (латыш. Ulmaņlaiku kvass).

## Блюда на основе кваса

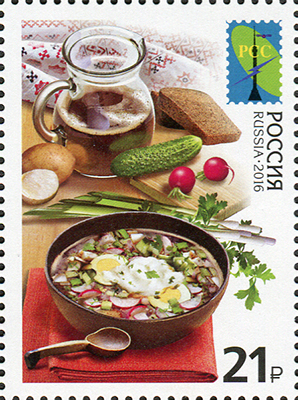
Окрошка

- Окрошка — холодный суп на основе кваса.
- Ботвинья — холодный суп на основе кваса, который готовят из рыбы, а также отварного и протёртого щавеля, шпината, зелёного лука, крапивы, лебеды и другой съедобной травы.
- Тюря — старорусское блюдо из хлеба и лука, накрошенного в квас.
- Чорба — блюдо молдавской кухни, кислый густой суп с мясом или птицей, в состав которого входят квас из отрубей, морковь, лук, петрушка, сельдерей, помидоры и пряная зелень.
- Зама — суп из домашней курицы с добавлением отрубного кваса.
- Путря — каша из ячменя, яровой пшеницы, гречихи или проса, заправленная квасом и солодом.

## Похожие напитки
Другие напитки, традиционно получаемые путём брожения и содержащие низкий уровень алкоголя:
- Кислые щи (устар.)
- Чайный гриб
- Максым
- Тодди
- Корневое пиво
- молдавский борш

- финский котикалья (фин. kotikalja) практически не отличается от хлебного кваса. Однако следует иметь в виду, что в финском нет отличия между квасом и пивом, поэтому в разговорной речи kalja может означать квас, самодельное пиво или просто пиво.
- на Балканах, в Крыму, на Кавказе, в Татарстане и Башкортостане, в Турции и Центральной Азии распространён похожий напиток буза (боза).

Другие традиционные напитки со всего мира, слабоалкогольные и на основе молочнокислого брожения:
- Чича
- Ibwatu
- Malta (напр., Malta Guinness) — безалкогольное сладкое пиво, продаётся в Африке
- Тодди (пальмовое вино)
- Rivella из Швейцарии
- Румынская брага
- Израильский своеобразный квас «Нешер» (в переводе орёл)

## Прочие сведения
- Считают, что появление водки привело и к изменению технологии приготовления кваса. Уже не надо было гнаться за крепостью, поэтому стали больше внимания уделять вкусу и качеству, и квас стали варить гораздо более лёгким, его крепость упала примерно с 8 до 4 % алкоголя и ниже (до уровня современного лёгкого пива)[14][36][37].
- В произведении А. С. Пушкина «Евгений Онегин» о семье Лариных сказано: «Им квас как воздух был потребен».